# Camptotylidea
Camptotylidea is een geslacht van wantsen uit de familie van de Miridae (Blindwantsen). Het geslacht werd voor het eerst wetenschappelijk beschreven door Wagner in 1957.

## Soorten
Het genus bevat de volgende soorten:

- Camptotylidea alba (Reuter, 1879)
- Camptotylidea albovittata (Reuter, 1903)
- Camptotylidea alhagii (Linnavuori, 1986)
- Camptotylidea astarte (Linnavuori, 1971)
- Camptotylidea astragalii (Linnavuori, 1986)
- Camptotylidea bast (Linnavuori, 1989)
- Camptotylidea bipunctata (Reuter, 1901)
- Camptotylidea bucharica Konstantinov, 1999
- Camptotylidea candida (Linnavuori, 1984)
- Camptotylidea ceratoides Konstantinov, 1999
- Camptotylidea ephedrae Konstantinov, 1999
- Camptotylidea eremobium (V. Putshkov, 1977)
- Camptotylidea flavescens (V. Putshkov, 1976)
- Camptotylidea flavida (Nonnaizab & Yang, 1994)
- Camptotylidea fryne Linnavuori, 1993
- Camptotylidea fuscomaculata (Reuter, 1879)
- Camptotylidea incarnata Konstantinov, 1999
- Camptotylidea kanduli Konstantinov, 1999
- Camptotylidea lineata (Reuter, 1901)
- Camptotylidea modesta (Linnavuori, 1986)
- Camptotylidea obscurata Konstantinov, 1999
- Camptotylidea pallescens (V. Putshkov, 1976)
- Camptotylidea perirata Konstantinov, 1999
- Camptotylidea persica Wagner, 1957
- Camptotylidea punctulata (Nonnaizab & Yang, 1994)
- Camptotylidea rhea Linnavuori, 2004
- Camptotylidea rubropicta Linnavuori, 1998
- Camptotylidea salsola Konstantinov, 1999
- Camptotylidea sinaitica (Linnavuori, 1964)
- Camptotylidea striata Konstantinov, 1999
- Camptotylidea suturalis (Reuter, 1903)
- Camptotylidea vitticollis (Reuter, 1901)